# Forza Italia (2013)
|  | For det nedlagte italienske politiske parti som var aktivt fra 1994 til 2009, se Forza Italia |
Forza Italia (italiensk: "Fremad Italien" eller "Kom så, Italien";  FI) er et centrum-højre politisk parti i Italien, hvis ideologi omfatter elementer af liberal konservatisme, kristendemokrati, liberalisme og populisme. FI er medlem af Det Europæiske Folkeparti. Silvio Berlusconi (tidligere premierminister i Italien, 1994-1995, 2001-2006 og 2008-2011) var partiets leder og formand indtil sin død i 2023. Derefter er partiet blevet ledet af Antonio Tajani (tidligere formand for Europa-Parlamentet 2017-2019), som havde været næstformand og koordinator og nu fungerer som sekretær. Andre ledende medlemmer omfatter Elisabetta Casellati (tidligere formand for Senatet i Italiens parlament, 2018-2022).
Partiet blev dannet ud fra  Il Popolo della Libertà (PdL) i 2013 og er en genoplivning af det originale Forza Italia (FI), grundlagt i 1994 og opløst i 2009, da det blev fusioneret med Alleanza Nazionale (AN) og flere mindre partier for at danne PdL. FI er et mindre parti end det tidlige PdL, som havde tre væsentlige splittelser: Futuro e Libertà (Fremtid og Frihed) i 2010, Fratelli d'Italia (Italiens Brødre) i 2012 og Nuovo Centrodestra (Ny Centrumhøjre) i 2013. Ved parlamentsvalget i 2018 blev FI overhalet af Lega Nord som det største parti i centrum-højre-koalitionen, og ved parlamentsvalget i 2022 blev det det tredjestørste i koalitionen, da Fratelli d'Italia (FdI) blev det nye dominerende parti i det italienske centrum-højre.
Efter at have deltaget i den nationale enhedsregering ledet af Mario Draghi sluttede FI sig i oktober 2022 til Meloni-flertalsregering med fem ministre, herunder Tajani som vicepremierminister og udenrigsminister.